# 한국교육방송공사의 뉴스 프로그램
한국교육방송공사(EBS)의 뉴스 프로그램은 다음과 같다.

## 방송 프로그램

### EBS 1TV
| 프로그램명   | 방송 분량 | 방송 시간                     | 앵커   | 수어 통역 |
| ------------ | --------- | ----------------------------- | ------ | --------- |
| EBS 뉴스 12  | 평일 10분 | 평일 낮 12시 ~ 12시 10분      | 용경빈 | 지원      |
| EBS 저녁뉴스 | 평일 20분 | 평일 오후 6시 10분 ~ 6시 30분 | 서현아 | 지원      |

## 같이 보기
지상파
- 한국방송공사의 뉴스 프로그램
- 문화방송의 뉴스 프로그램
- SBS의 뉴스 프로그램
- OBS경인TV의 뉴스 프로그램

종합편성채널
- JTBC의 뉴스 프로그램
- 매일방송의 뉴스 프로그램
- 채널A의 뉴스 프로그램
- TV조선의 뉴스 프로그램